# Ilosvai Hugó
Ilosvai Hugó: másként: Ilosvay, született: Pollák (Pest, 1867. május 16. – Budapest, Terézváros, 1933. március 20.) magyar hírlapíró, műfordító.

## Élete
Pollák Gusztáv és Neumann Berta fiaként született, ugyanitt végezte iskoláit. Azután a hírlapírói pályára lépett és több fővárosi és vidéki hírlapba írt cikkeket. 1908 februárja és szeptembere között a Kedélyes Színház Cabaret vezetője volt.
Sírja a Kozma utcai izraelita temetőben áll (30A parcella, 5. sor, 46. sírhely)

## Családja
1897. június 24-én Budapesten házasságot kötött Cservári Irma (eredeti nevén: Adler Irma, 1866–1957) színésznővel, Adler Ignác és Kohn Berta lányával.

## Munkái
- Budapesti fény- és árnyképek. Budapest, 1887
- Stanley és Emin pasa. Szerelmes kalandok a legsötétebb Afrikában. Naplóadatok nyomán átdolgozta: Vicomte Letoriéres. Budapest, 1890
- Öcsém ne menj a jégre. Budapest, 1890 (monolog)
- Tüzes asszony. (Párisi salonregény). Ford, Belot Adolf után. Budapest, 1891
- Kneipp vizkurája és Gyermekápolás. Ford. Budapest, 1891 (névtelenül
- Vezércsillagok. Emlékversek és velős mondatok gyűjteménye. Budapest, 1891 (2. kiadás: 1893., 3. kiadás: 1895. Budapest)
- Hogyan éljünk! Étrendi tanácsadó az egészség fenntartására. Kneipp Sebestyén után ford. Budapest, 1892
- Oh azok a nők! Budapest, 1892 (Monologok 40.)
- Oh azok a férfiak! Budapest, 1892 (Monologok 41.)
- Férjhez menjek? Budapest, 1892 (Monologok 45.)
- A kaméliás hölgy. Regény. Ifj. Dumas Sándor után ford. Budapest, 1893
- A kis kiváncsi. Budapest, 1893 (Monologok 54.)
- Magyar pohárköszöntő. Alkalmi beszédek és felköszöntők gyűjteménye. Budapest, 1893
- Hova szálljunk? Az összes fővárosi s vidéki szállodák leirása és árszabályai. Budapest, 1895
- Hol nyaraljunk? fürdő-utmutató egészségesek és betegek számára. Budapest, 1895
- Magyarország és az ezredéves ünnepély. Budapest, 1896
- A győzedelmes Robur Jules Verne regényének fordítása. Sachs–Pollák, 1899[7]
- A kárpáti kastély Jules Verne regényének fordítása. Sachs–Pollák, 1899[7]
- Az úszó sziget Jules Verne regényének fordítása. Sachs–Pollák, 1899[7]
- Egy sorsjegy Jules Verne regényének fordítása. Sachs–Pollák, 1899[7]

### Színművei
- Szabadság és szerelem (1893)
- Rendez-vous, bohózat (1893. a Városligeti Színkörben)
- Kis fiú, operett (1894)
- A világ vége, bohózat (1894. Andorffy Péterrel)
- Az amerikai nagybácsi (1894. a Budai Színkörben)
- Egy bolond gondolat, bohózat, Társadalom, színmű (1896)

Szerkesztette a Budapesti Venus című hetilapot Vicomte Letorieres álnév alatt 1890–91-ben; a Színészeti Közlönyt 1894–95-ben és 1896. január 1-től a Színházi Kalauzt Budapesten és 1902-től Színházi Hírlapot.